# Joint Combined Exchange Training

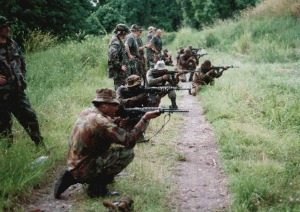
Salomonische Soldaten bei der Ausbildung durch Special Forces

Das Joint Combined Exchange Training (JCET) (deutsch „Teilstreitkraftübergreifende, kombinierte Austauschausbildung“) ist ein militärisches Übungs- und Ausbildungsprogramm der US Army für Special Forces und ausländische Streitkräfte. Es wurde Anfang der 1970er Jahre entwickelt und eingeführt, um den Leistungsstand der eigenen Sondereinsatzkräfte im Ausland zu gewährleisten und das Militär der jeweiligen Gastnation auszubilden.